# Földváry Lóránt
Földváry Lóránt (Budapest, 1972. november 23. –) magyar építőmérnök.

## Élete
1985 és 1991 között a budapesti Szent István Gimnáziumban tanult. 1996-ban végzett a Budapesti Műszaki Egyetem építőmérnök szakán. 2001-ben doktorált a Kiotói Egyetemen. 2002 és 2005 között a Müncheni Műszaki Egyetemen dolgozott. Azóta (2015 és 2021 között 6 éves kitérőt leszámítva, amikor is az Óbudai Egyetem Geoinformatikai Intézetében dolgozott Székesfehérváron) a Budapesti Műszaki és Gazdaságtudományi Egyetem Általános- és Felsőgeodézia Tanszékének munkatársa.

## Tudományos publikációi (válogatás)
- Földváry L, Fukuda Y: IB and NIB hypotheses and their possible differentiation by GRACE,[12] Geophysical Research Letters 28(4): 663-666, DOI: 10.1029/2000gl011775, 2001
- Gerlach Ch., Földváry L, Svehla D, Gruber Th, Wermuth M, Sneeuw N, Frommknecht B, Oberdorfer H, Peters Th, Rothacher M, Rummel R and Steigenberger P: A CHAMP-only gravity field model from kinematic orbits using the energy integral,[13] Geophysical Research Letters 30(20): 2037, doi:10.1029/2003GL018025, 2003
- Földváry, L.: Desmoothing of averaged periodical signals for geodetic applications,[14] Geophysical Journal International, 201 (3): 1235-1250, DOI: 10.1093/gji/ggv092, 2015
- Bauer, T., Immitzer, M., Mansberger, R., Vuolo, F., Márkus, B., Wojtaszek, M. V., Földváry, L.,  Szablowska-Midor, A., Kozak, J., Oliveira, I., van Lieshout, A., Vekerdy, Z., Ninsawat, S., Mozumder, C.: The Making of a Joint E-Learning Platform for Remote Sensing Education: Experiences and Lessons Learned.[15] Remote Sensing, 13(9), 1718, DOI: 10.3390/rs13091718, 2021
- Földváry L.: Sampling Error of Continuous Periodic Data and its Application for Geodesy,[16] Mathematical Methods in the Applied Sciences, 44(14): 11738-11752, https://doi.org/10.1002/mma.7599, 2021